# Currie (Minnesota)
Currie é uma cidade localizada no estado americano de Minnesota, no Condado de Murray.

## Demografia
Segundo o censo americano de 2000, a sua população era de 225 habitantes.
Em 2006, foi estimada uma população de 209, um decréscimo de 16 (-7.1%).

## Geografia
De acordo com o United States Census Bureau tem uma área de
1,5 km², dos quais 1,5 km² cobertos por terra e 0,0 km² cobertos por água. Currie localiza-se a aproximadamente 456 m acima do nível do mar.

## Localidades na vizinhança
O diagrama seguinte representa as localidades num raio de 20 km ao redor de Currie.